# La Confederación (Rosario)
La Confederación fue el primer periódico de la ciudad de Rosario, República Argentina.

## Origen
El primer número apareció el 25 de mayo de 1854. Era un bisemanario de tendencia oficialista que se ocupaba de política, literatura y economía.

## Fundador
Su director y fundador fue Federico de la Barra, que hasta 1861 se mantuvo al frente de la publicación.
Las páginas de La Confederación constituyen una historia viva de la ciudad.[cita requerida]
- Datos: Q5962979